# Ambasada RP w Moskwie

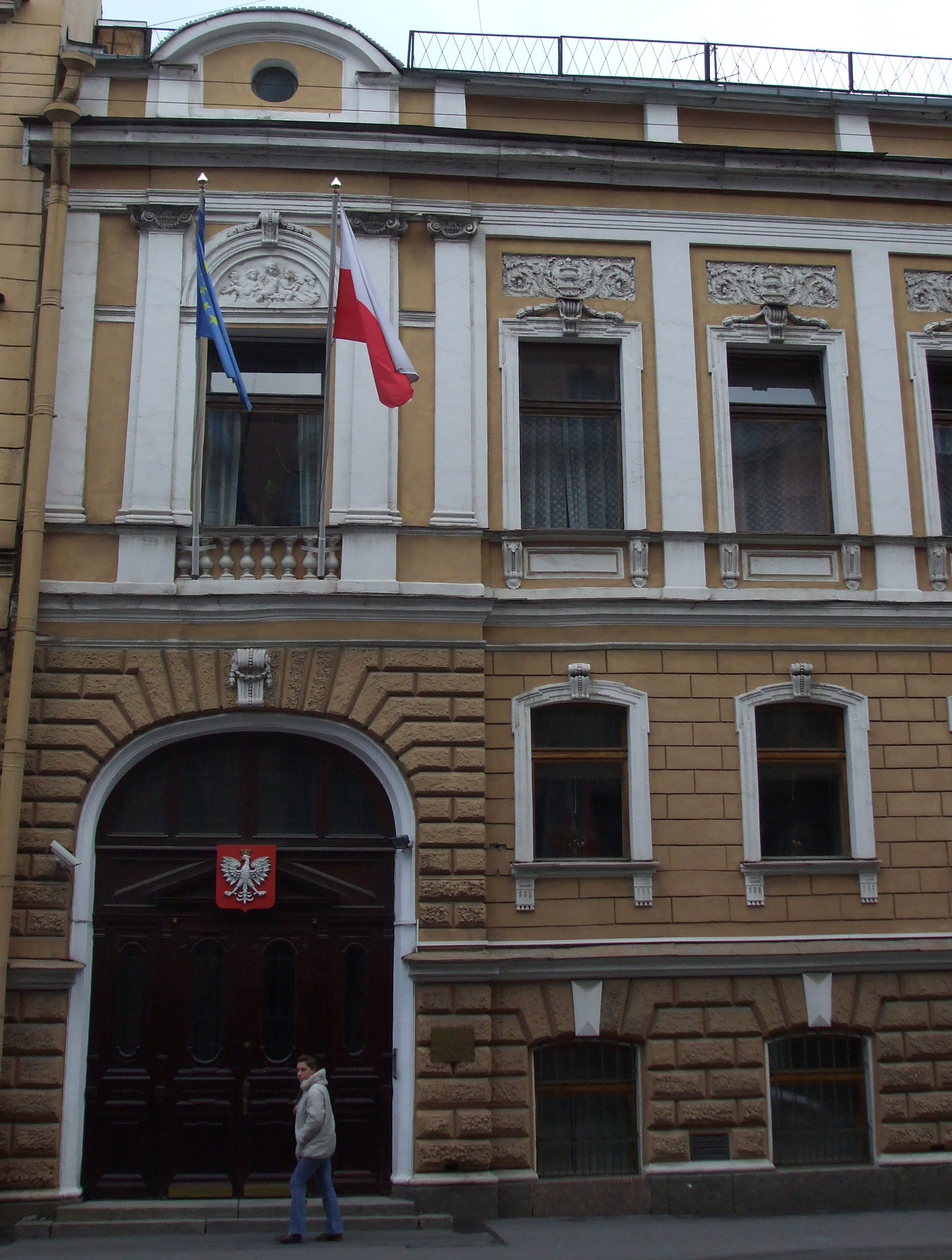
Konsulat Generalny Polski w Sankt-Petersburgu

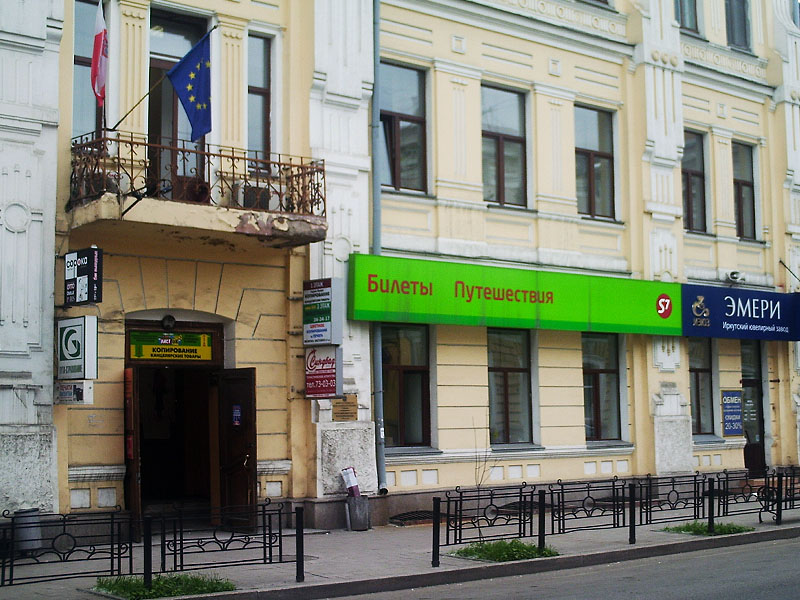
Konsulat Generalny Polski w Irkucku

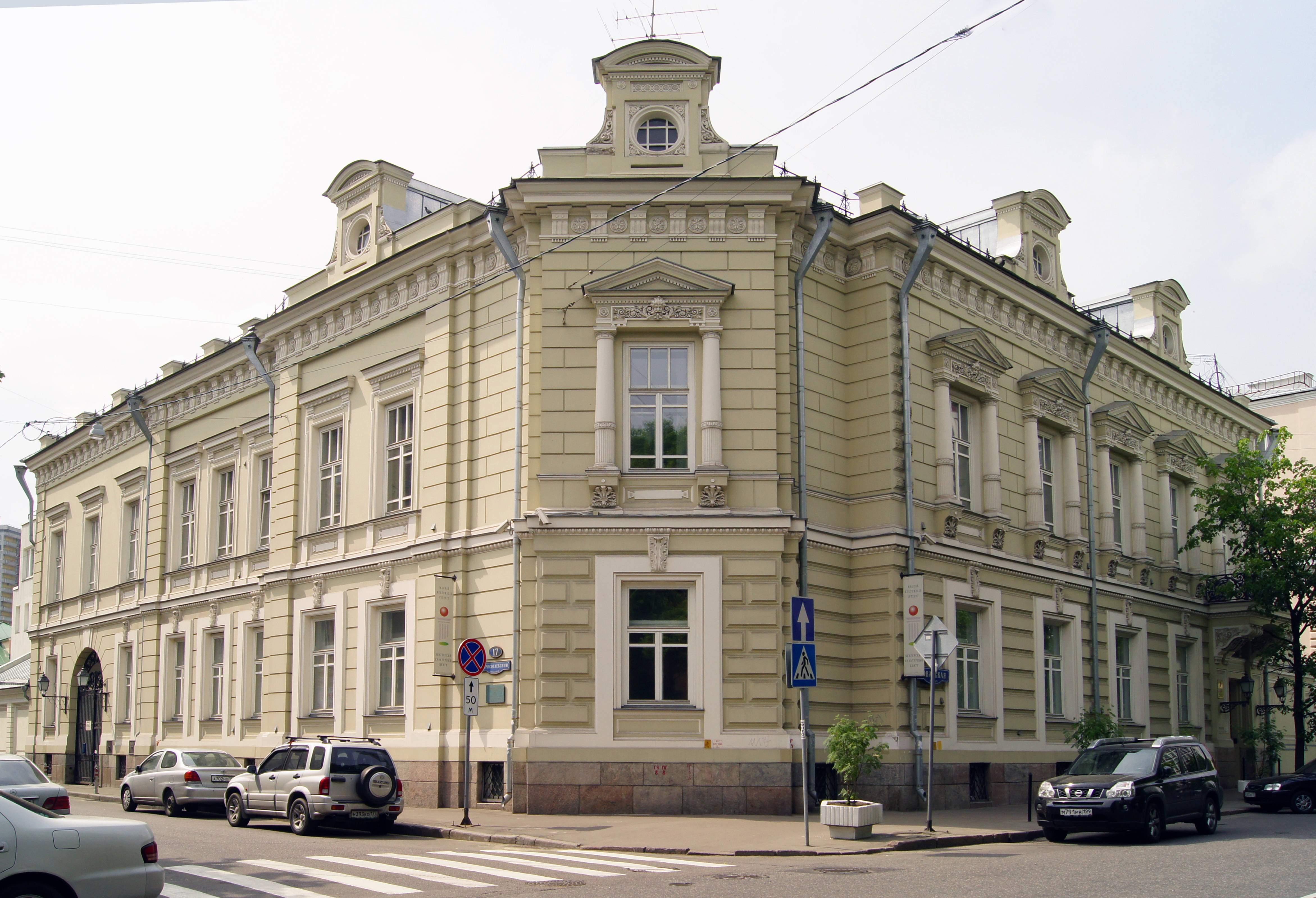
Była siedziba Poselstwa Polski w Moskwie przy ówczesnej ul. Worowskogo w Moskwie (1921–1934)

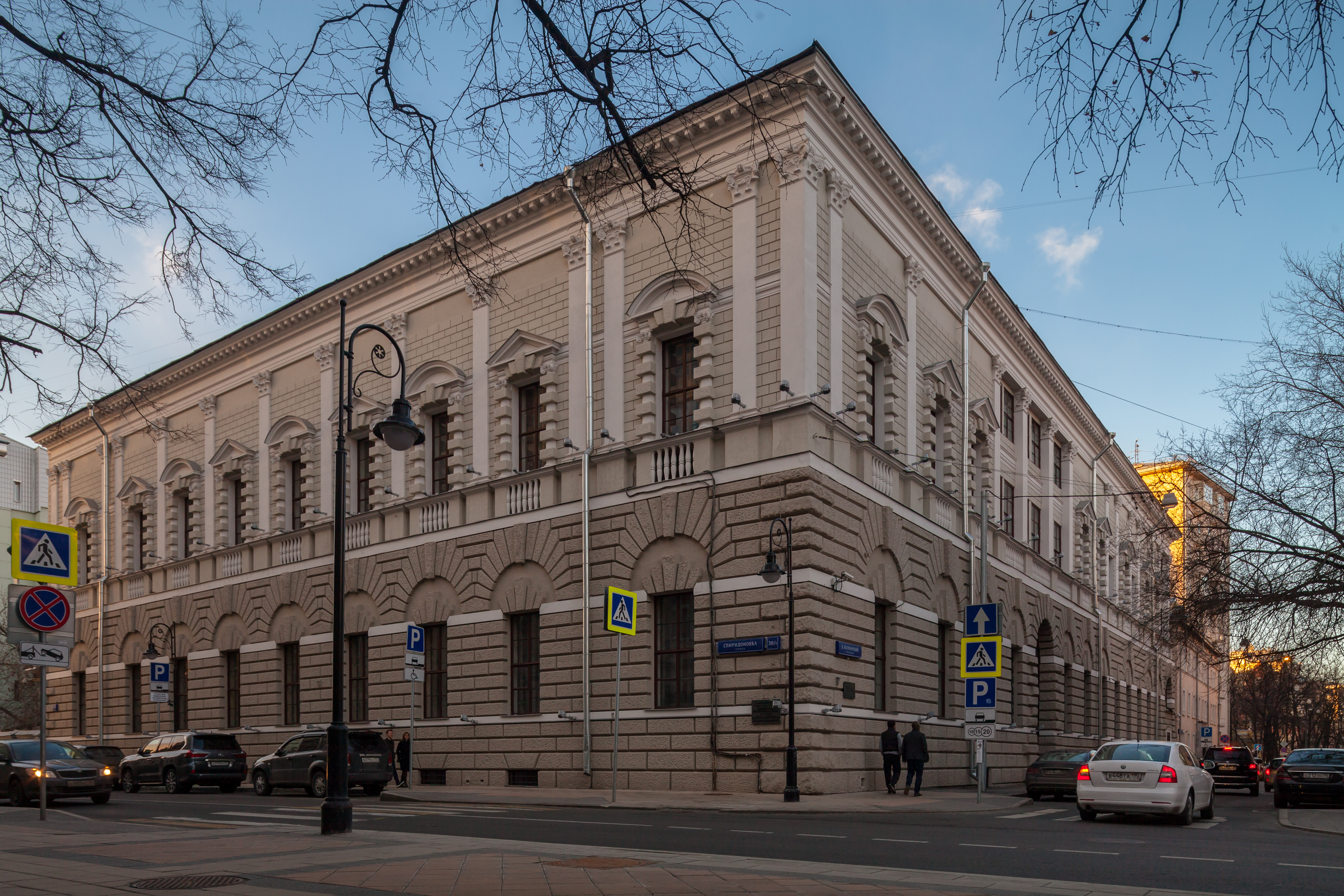
Była siedziba Ambasady Polski w Moskwie przy ówczesnej ul. Adama Mickiewicza (1934–1939, 1941, 1945–lata 70.)

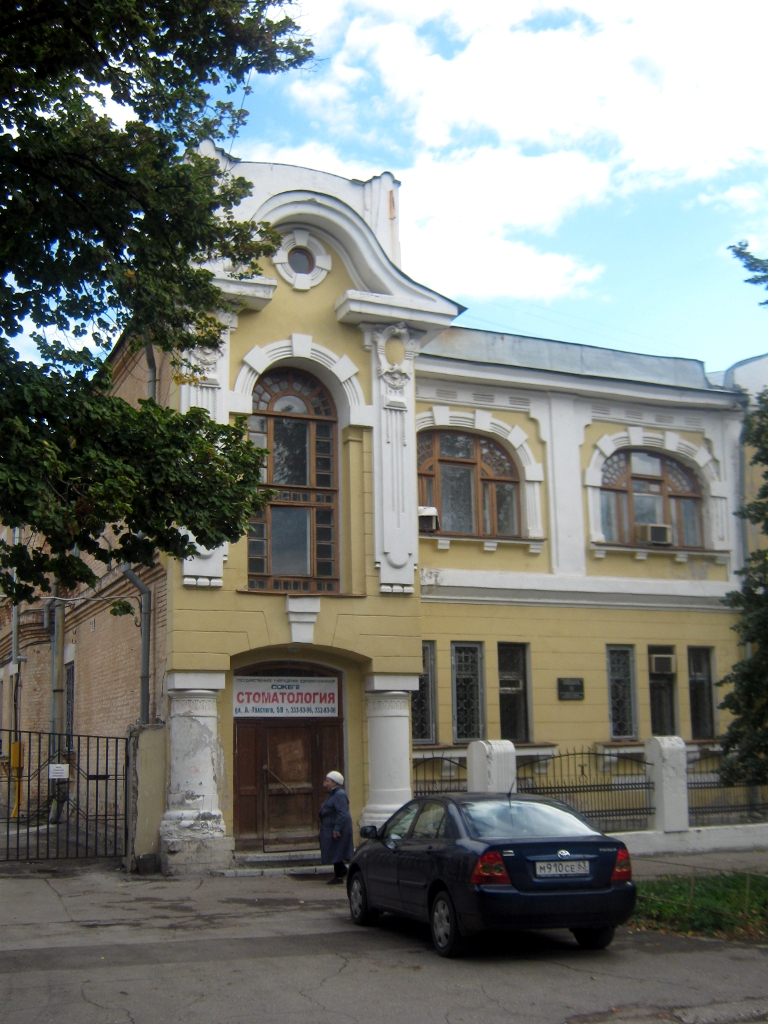
Była siedziba Ambasady Polski w pałacyku z 1900 dr E.G. Erna przy ul. Czapajewskiej w Kujbyszewie (1941–1943)

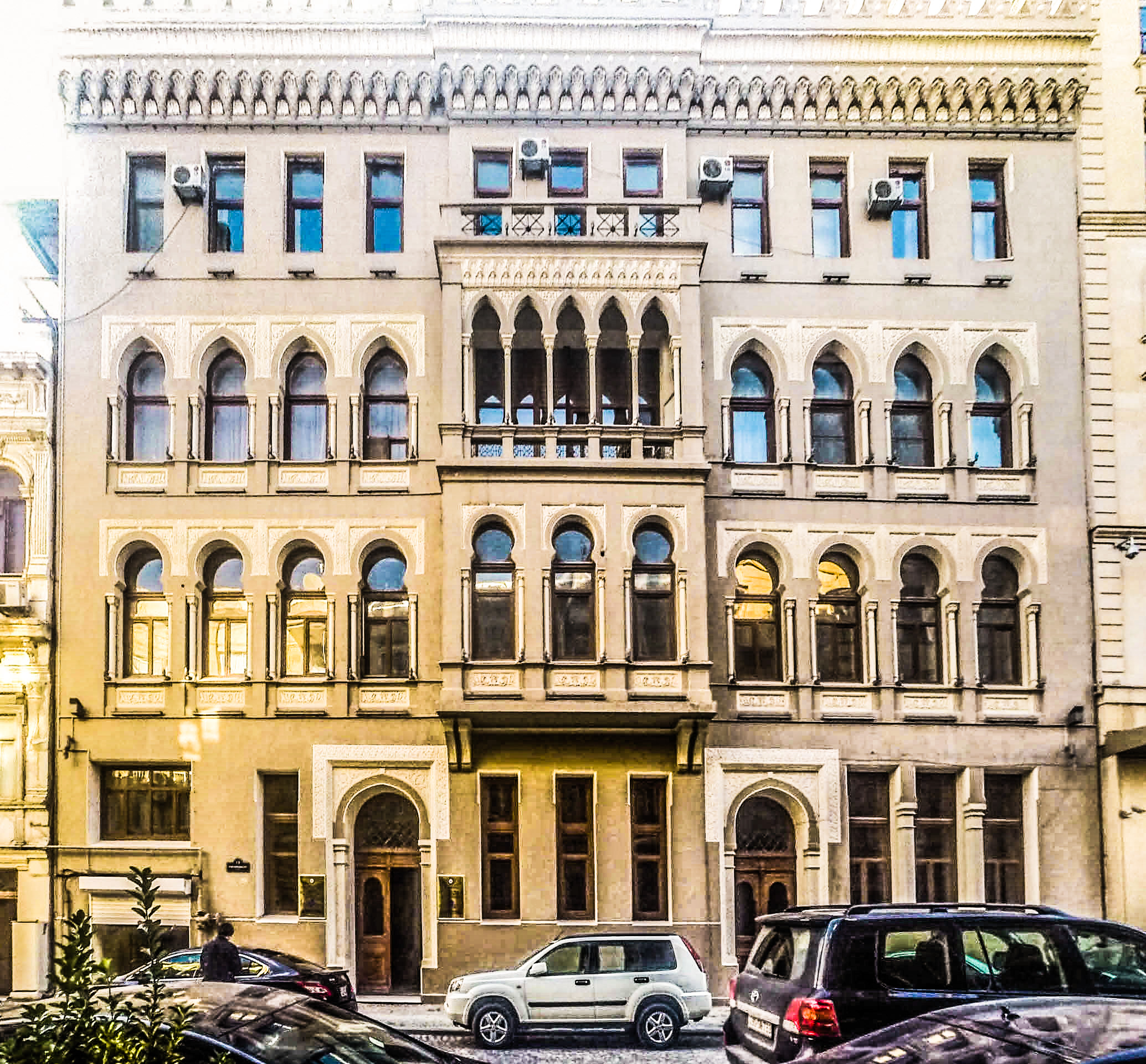
Była siedziba przedstawicielstwa konsularnego w Baku, w domu braci Rylskich przy ul. Policyjnej 11 (1917–1920)

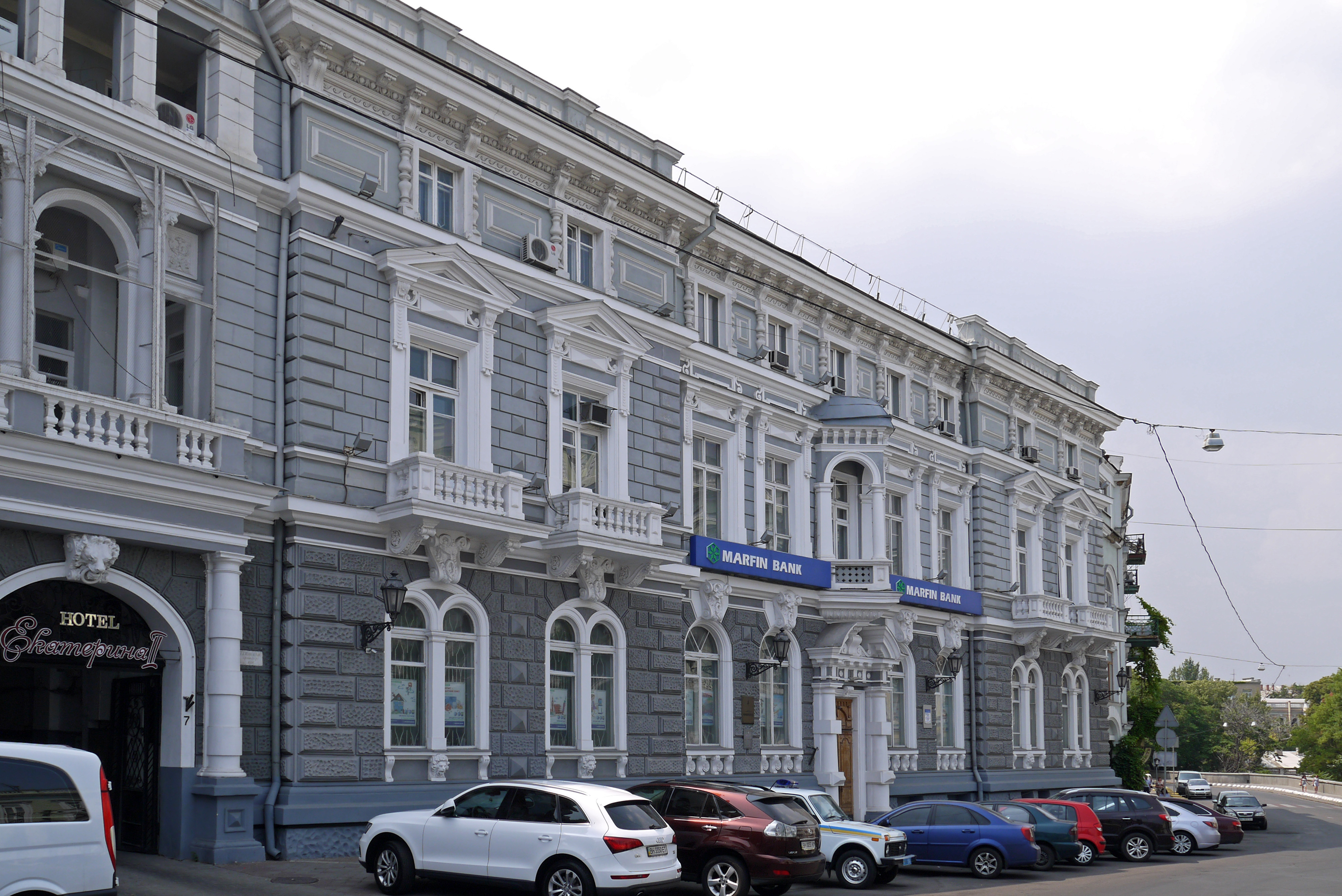
Była siedziba konsulatu w Odessie przy pl. Jekaterininskim (1919)

Ambasada Rzeczypospolitej Polskiej w Federacji Rosyjskiej z siedzibą w Moskwie (ros. Посольство Республики Польша в Москве) – polska misja dyplomatyczna w stolicy Rosji.

## Podział organizacyjny
- Wydział Polityczny (ros. Политический отдел)
- Wydział Ekonomiczny (ros. Экономический отдел)
- Wydział Promocji Handlu i Inwestycji (ros. Отдел содействия торговле и инвестициям), Bolszoj Tiszynskij pier. 1 (Большой Тишинский пер.)
- Wydział Promocji Handlu i Inwestycji (ros. Отдел содействия торговле и инвестициям), Sankt Petersburg, ul. Żukowskiego 63, pok. 427 (ул. Жуковского д. 63 каб. 427)
- Wydział Konsularny (ros. Консульский отдел), Balszoj Tiszinskij per. 1 (Большой Тишинский пер.)
  - Konsulat Generalny (ros. Генеральное консульство Польши), Petersburg, 5 Sowietskaja ul. 12 (ул. 5-я Советская)
  - Konsulat Generalny (ros. Генеральное консульство Польши), Królewiec, al. Kasztanowaja 51 (Каштановая Аллея)
  - Konsulat Generalny (ros. Генеральное консульство Польши), Irkuck, ul. Suche-Batora 18 (ул. Сухэ-Батора)
- Ataszat Obrony (ros. Бюро Атташе по вопросам обороны)
- Oficer łącznikowy Policji
- Instytut Polski w Moskwie (ros. Польский культурный центр), Bolszoj Tiszynskij pier. 1 (Большой Тишинский пер.)
- Instytut Polski w Sankt Petersburgu (ros. Польский институт в Санкт-Петербурге), Petersburg, 5 Sowietskaja ul. 12 (ул. 5-я Советская)
- Stałe Przedstawicielstwo Polskiej Akademii Nauk (ros. Постоянное Представителство Польской Академии Наук), Bolszoj Tiszynskij pier. 1 (Большой Тишинский пер.)
- Szkolny Punkt Konsultacyjny przy Ambasadzie RP w Moskwie (ros. Школа при Посольстве Польши), Bolszoj Tiszynskij pier. 1 (Большой Тишинский пер.)

## Siedziba

### Lata 1917–1921
Początkowo na terenach byłego Cesarstwa Rosyjskiego funkcjonowała sieć placówek reprezentujących państwo polskie o różnym statusie formalnym. Utworzono Przedstawicielstwo Rady Regencyjnej w Moskwie przy Kriwonikolskim piereułku 8 (Кривоникольский переулок) (1918-1919) wraz z ekspozyturami m.in. w Petersburgu w pałacu A. Jurewicza/Oboleńskich z 1870 (arch. D. Sokołow) przy ul. Siergiejewskiej 45 (Сергиевская ул.), obecnie ul. Czajkowskiego (Чайковского ул.), w Kijowie, Permie, Smoleńsku i Woroneżu. 23 listopada 1918 przedstawicielstwo zostało okupowane przez reprezentantów polskiej lewicy (głównie członków SDKPiL), w kwietniu 1919 zlikwidowane, zaś obrona interesów obywateli polskich oddana misji duńskiej. Oficjalny charakter miały też konsulaty:
- w Charkowie,
- Odessie w domu Gagarina z 1891 (arch. N. Czekunow) przy pl. Jekaterininskim 7 (Екатерининская пл.) (1919–1920), następnie przy ul. Czarnomorskiej 2 (Черноморская ул.) (1920)[7], wraz z agencjami konsularnymi
  - w Chersoniu,
  - Jelizawetgradzie[8],
  - Mikołajowie,
  - Tyraspolu,
- Berdiańsku (agencja konsularna) (1918–1924)[9],
- Groznym (agencja konsularna/konsulat) (1918–1920)[9],
- Krzemieńczuku (agencja konsularna) (1919–1920)[10],
- Połtawie (wicekonsulat) (1919–1922)[9],
- Sewastopolu (konsulat) przy ul. Jekaterińskiej 8 (ул. Екатерининская), obecnie ul. Lenina (ул. Ленина) (1918–1920)[11],
- we Władywostoku przy ul. Puszkińskiej 6 (Пушкинская ул.) (1921), ul. Puszkińskiej 33 (1921–1923), w hotelu Czeluskin, obecnie Versal, przy ul. Swietłańskiej (ул. Светланская) 10 (1941) (1920–1924),
- Noworosyjsku przy ul. Komercyjnej (ул. Коммерческая), ob. ul. Proletarskiej (ул. Пролетарская) (konsulat honorowy 1917–1921) wraz z agencjami konsularnymi
  - Anapie[12],
  - Armawirze,
  - Gagrze,
  - Jekaterinodarze, obecnie Krasnodarze (1918–1920),
  - Majkopie,
  - Soczi (przedst.) przy ul. Moskiewskiej 15 (ул. Московская), ob. ul. Ordżonikidze (ул. Орджоникидзе) (1918-)[9],
  - Tuapse,

samodzielnymi agencjami
- w Rostowie nad Donem,
- Taszkencie (1919–1923)[9][13].

„Placówkami o charakterze konsularnym” lub „quasi-konsulatami” były też przedstawicielstwa:
- w Baku w domu Rylskich z 1912 (proj. Józef Płoszko) przy ul. Policyjnej 11 (ул. Полицейская), ob. ul. Jusuf Mamedalijew (Yusif Məmmədəliyev küçəsi) (1917–1920),
- Machaczkale (1919),
- Mariupolu,
- Taganrogu (1918–1919)[9],
- Teodozji,
- Tyflisie (1919)[9],
- Władykaukazie.

Większość z nich powstała z potrzeby chwili, oddolnie, spontanicznie i przestała istnieć, spełniwszy doraźny cel, gdy sytuacja zaczęła się normalizować.

### Lata 1921–1939
Stosunki dyplomatyczne pomiędzy Polską a RFSRR ustanowiono na mocy zawartego w 1921 Traktatu Ryskiego. Pierwsza siedziba poselstwa (od 1921) mieściła się w pałacu zbud. w 1893 dla kupca A.I. Nosenkowa przy ul. Worowskogo 21 (ул. Воровского), obecnie ul. Powarskaja (Поварская ул.) (1934), konsulat przy ul. III Mieszczanskiej 32/34 (3-я Мещанская), obecnie ul. Szczepkina (ул. Щепкина) (1923–1939), biuro attaché wojskowego w budynku Towarzystwa Politechnicznego (Политехническое общество) z 1906, zajmowanym przez Mieszaną Komisję ds Repatriacji (Смешанная Комиссия по репатриации) przy Małym Charitoniewskim pier. 6 (Малый Харитоньевский пер.), nieopodal poczty głównej. W 1925 attachat wojskowy przeniesiono na Nowo-Pieskowskij per. (Новопесковский пер.).
W tym okresie polskie placówki konsularne mieściły się też w:
- Leningradzie – konsulat 1926–1939,
- Mińsku – konsulat generalny 1924–1939,
- Tyflisie przy ul. Korganowskiej 24 (1932–1936) – agencja konsularna 1919, konsulat 1929, konsulat generalny 1926–1937,
- Charkowie – agencja konsularna 1918, poselstwo 1921–1924, konsulat generalny 1924–1934, konsulat 1934–1937,
- Kijowie – konsulat 1919, konsulat 1926–1934, konsulat generalny 1934–1939,
- Odessie – konsulat 1920[16][17],
- Władywostoku przy ul. Puszkińskiej 6 (ул. Пушкинская) (1921), ul. Puszkińskiej 33 (1921–1923); konsulat 1920–1924[9].

Po podniesieniu rangi przedstawicielstwa do szczebla ambasady, w 1934 jej siedzibę przeniesiono do pałacu zbudowanego w 1910 dla kupca Gawriiła Tarasowa przy ul. Spiridinowka 30 (Спиридоновка ул.). W 1918–1921 mieścił się tutaj Komisariat Spraw Zagranicznych (Kомиссариат по иностранным делам), 1921–1923 Amerykańska Organizacja Pomocy (American Relief Administration– АРА), do 1934 Sąd Najwyższy ZSRR (Верховный суд СССР). W dniu 17 września 1939 władze ZSRR cofnęły akredytację personelowi ambasady, który 9 października opuścił Moskwę. Następnie w jej murach ulokowano niemiecką misję wojskową.

### Lata 1941–1943
Po zawarciu układu Sikorski-Majski reaktywowano działalność ambasady, umieszczając ją w dotychczasowej moskiewskiej siedzibie przy ul. Spiridinowka 30, konsulatu przy ul. III Mieszczanskiej 32/34. Po ewakuacji rządu i korpusu dyplomatycznego w 1941 do Kujbyszewa ambasada mieściła się w pałacyku z 1900 (proj. A.A. Szczerbaczewa) dr Ericha Gustowicza Erna przy ul. Czapajewskiej 165 (Чапаевская ул.). Według niektórych źródeł, w latach dwudziestych mieścił się tutaj jeden z oddziałów Czeka/GPU guberni samarskiej. Z okazji zbliżającej się wizyty gen. Władysława Sikorskiego ambasadzie przydzielono dodatkowy budynek. Ambasada utrzymywała sieć delegatur w stolicach poszczególnych republik i obwodów – 10 we wrześniu 1941, 20 w styczniu 1942:

- Akmolińsku,
- Ałdanie,
- Ałma-Acie,
- Archangielsku,
- Aszchabadzie,
- Barnaule,
- Czelabińsku,
- Czkałowie,
- Czymkiencie,
- Dżambule,
- Kirowie,
- Krasnojarsku,
- Kustanaju,
- Pawłodarze,
- Pietropawłowsku,
- Samarkandzie,
- Saratowie,
- Semipałatyńsku,
- Syktywkarze,
- Władywostoku.

Tylko 9 z delegatów miało status dyplomatyczny. Ich przedstawicielami w terenie była też sieć kilkuset tzw. „mężów zaufania” – 387 w grudniu 1942. Latem tegoż roku władze radzieckie podjęły decyzję o likwidacji delegatur (około 200 osób personelu) i ich aresztowaniu. Decyzję o zamknięciu samej ambasady strona radziecka podjęła 25 kwietnia 1943, zaś personel opuścił Kujbyszew w dniu 5 maja tegoż roku. Obecnie w budynku b. ambasady mieści się przychodnia Samarskiego Obwodowego Szpitala Klinicznego nr 2 (Самарская областная клиническая больница № 2).
W okresie lat 1943–1944 interesy RP na terenie ZSRR reprezentowało w ograniczonym zakresie Poselstwo Australii.

### Okres od 1944 r.
W styczniu 1944 Sekretariat Komitetu Centralnego WKP (b) utworzył tajne Centralne Biuro Komunistów Polski przy Komitecie Centralnym WKP (b), mające z założenia pełnić rolę nadrzędnego organu kierującego całokształtem spraw polskich w ZSRR, które po zawarciu porozumienia o wzajemnych stosunkach, działało od sierpnia 1944 jako przedstawicielstwo PKWN/PPR w Moskwie. W 1945 zostało podniesione do rangi ambasady. Po raz trzeci umieszczono ją w pałacu przy ul. Spiridinowka 30, zmieniając jedynie jego adres – ul. Adama Mickiewicza (ул. Адама Мицкевича), obecnie Bolszoj Patriarszyj per. (Большой Патриарший пер.). Od 1979 gospodarzem budynku jest Instytut Afryki (институт Африки). Według innych źródeł przedstawicielstwo PPR funkcjonowało do 1948.
W latach 70. XX wieku zrealizowano projekt z 1969 Jana Bogusławskiego, wraz z Waldemarem Hincem i Wojciechem Kowalczykiem, nowej siedziby polskiego przedstawicielstwa dyplomatycznego przy ul. Klimaszkina.
W okresie PRL w Moskwie działało
- Biuro Pełnomocnika Rządu PRL do Spraw Repatriacji Polaków z ZSRR w Moskwie (1955–1960)[24]

oraz przedstawicielstwa
- przy Sztabie Zjednoczonych Sił Zbrojnych Układu Warszawskiego, Moskwa, pr. Leningradskij (Ленинградский проспект) 41 (1955–1991)[25]
- przy Radzie Wzajemnej Pomocy Gospodarczej, Moskwa, ul. Nowy Arbat (Новый Арбат) 36/9 (1949–1991)
- przy Komitecie Bezpieczeństwa Państwowego – KGB (Комитет государственной безопасности), Grupa Operacyjna nr 2 „Wisła” z siedzibą w budynku Ambasady PRL oraz w siedzibie Rejonowego Zarządu KGB – Krasnaja Priesnja przy ul. Kołpacznyj (Колпачный переулок) (1961–1990).

W 1997 otwarto Konsulat Generalny w Irkucku.